# ヴォルフ (水雷艇)

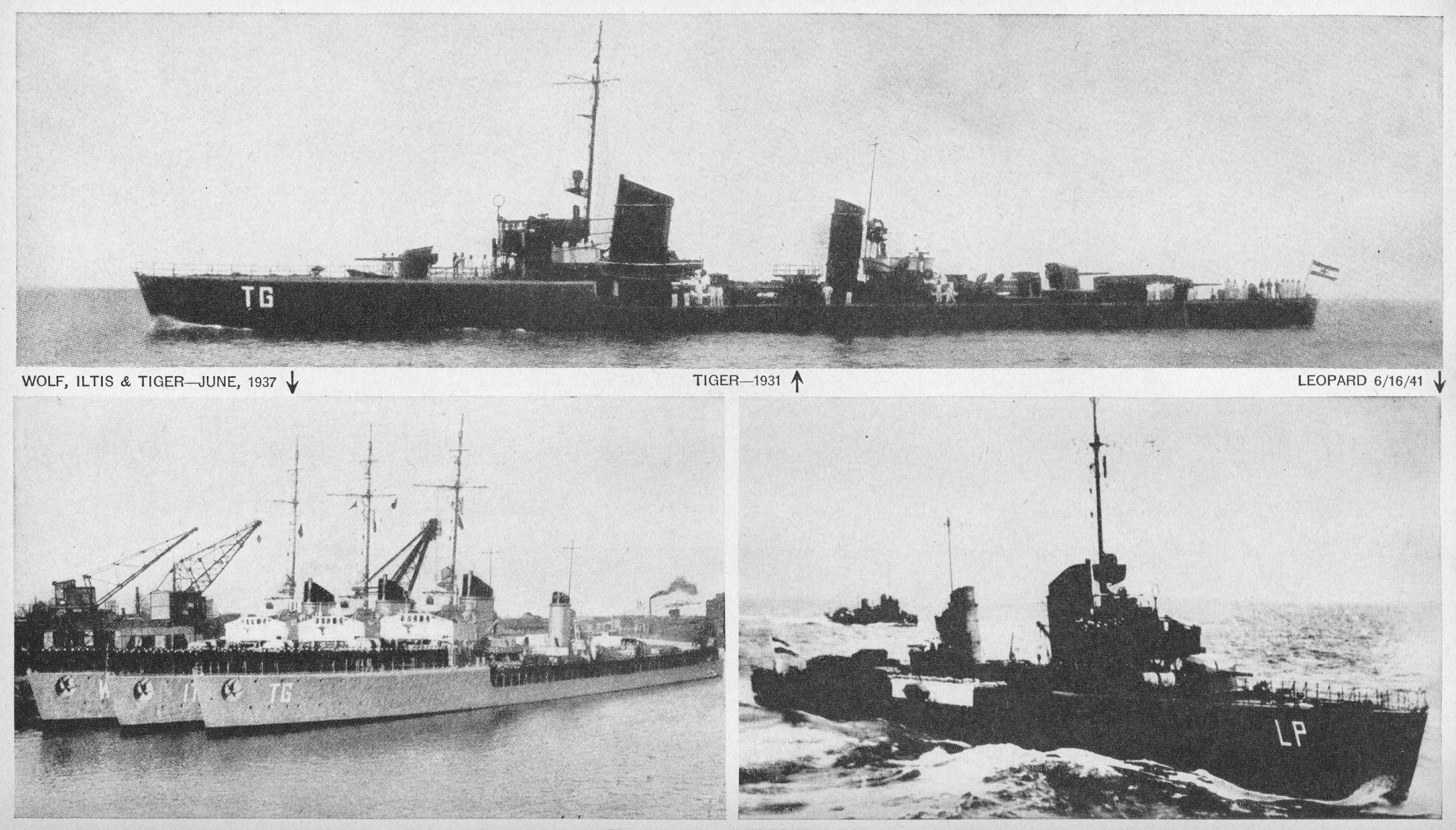
写真はヴォルフ

ヴォルフ (Wolf) はドイツ海軍の水雷艇。1924型。
1927年3月8日起工。1927年10月12日進水。1928年11月15日就役。
1939年9月北海での機雷敷設に従事。10月にはスカゲラク海峡で活動した。11月も機雷敷設作戦の支援やスカゲラク海峡での通商破壊活動に従事した。
1940年4月ヴェーザー演習作戦に参加、軽巡洋艦ケルン、ケーニヒスベルクなどと共にベルゲンを攻略。29日から30日北海で機雷敷設を行う。この際事故で水雷艇レオパルトが沈没。
その後フランスへ進出しイギリス海峡で活動。1940年10月11日、イギリス沿岸の海上交通妨害を目的として第5水雷隊（ヴォルフおよび水雷艇グライフ、コンドル、ファルケ、ゼーアドラー）はシェルブールから出撃。11日から12日の夜に第5水雷隊は武装トローラーListrac、Warwick Deepingと自由フランスの駆潜艇CH6、CH7を撃沈した。帰路、ワイト島南南西沖でイギリス第5駆逐隊（駆逐艦ジャッカル、ジャガー、ジュピター、ケルヴィン、キプリング）と遭遇し追撃を受けるが、振り切ってシェルブールに帰投した。
1941年1月7日から8日にかけての夜、水雷艇コンドルと共にドーバー沖へ機雷を敷設した。その帰路、ヴォルフはダンケルク沖で触雷し沈没した。